# Ḩasanjān Kūh
Ḩasanjān Kūh (persiska: حسنجان كوه, Ḩasanjānkūh) är en ort i Iran.   Den ligger i provinsen Östazarbaijan, i den nordvästra delen av landet, 400 km nordväst om huvudstaden Teheran. Ḩasanjān Kūh ligger 2 115 meter över havet och antalet invånare är 157.
Terrängen runt Ḩasanjān Kūh är lite bergig.Runt Ḩasanjān Kūh är det ganska tätbefolkat, med 62 invånare per kvadratkilometer. Närmaste större samhälle är Sarāb, 14,7 km sydväst om Ḩasanjān Kūh. Trakten runt Ḩasanjān Kūh består i huvudsak av gräsmarker.